# Gamla hamn
Gamla hamn (Gamlahamn eller Gamle hamn) är ett rauk- och fornlämningsområde samt naturreservat på nordvästra Fårö i Gotlands län.

## Naturreservatet
Naturreservatet Gamla hamn bildades 1930 och omfattar 1,3 hektar, varav 0,3 hektar är vatten. Det omfattar dels en mot nordväst utskjutande klippudde vid den södra änden av Lautervik, dels vattenområdet utanför udden. Såväl på själva udden som ute i vattnet står ett flertal raukar, av vilka raukporten ”Kaffepannan” (även kallad ”Hunden”) är den mest framträdande. Hela strandlinjen består av klappersten.

## Fornlämningar
På klapperstensstranden innanför raukområdet ligger ett gravfält som består av elva gravrösen, tre runda stensättningar och en kantställd häll. Gravfältet är sannolikt från vikingatiden.
Strax öst om gravfältet, innanför skogsbrynet, ligger en mindre vattensamling som under vikingatid och tidig medeltid utgjorde en hamn (Gamla hamn). Hamnbassängen är idag 90 gånger 15 meter stor och 2 meter djup. Vattnets utlopp åt norr blockerades förmodligen redan på 1300-talet av landhöjningen och kraftiga stormar som slungade upp sten och grus. Fynd tyder på att området kring Gamla hamn varit en handelsplats. I hamnen har man hittat fynd från medeltiden, barlast-sten från Baltikum, skärvor av tegel och tyskt stengods.
Söder om hamnanläggningen ligger resterna av ett litet kapell med omgivande kyrkogård. Kapellet var byggt av trä och var 16 gånger 11 meter stort. Vallarna som utgör kapellets grund är omkring 3 meter breda och 0,5 meter höga. Det brukar kallas S:t Olofs kyrka och sätts i samband med Olof den heliges besök på Gotland i början av 1000-talet. På kyrkogården finns flera gravar i form av ytliga stenkistor.

## Bilder

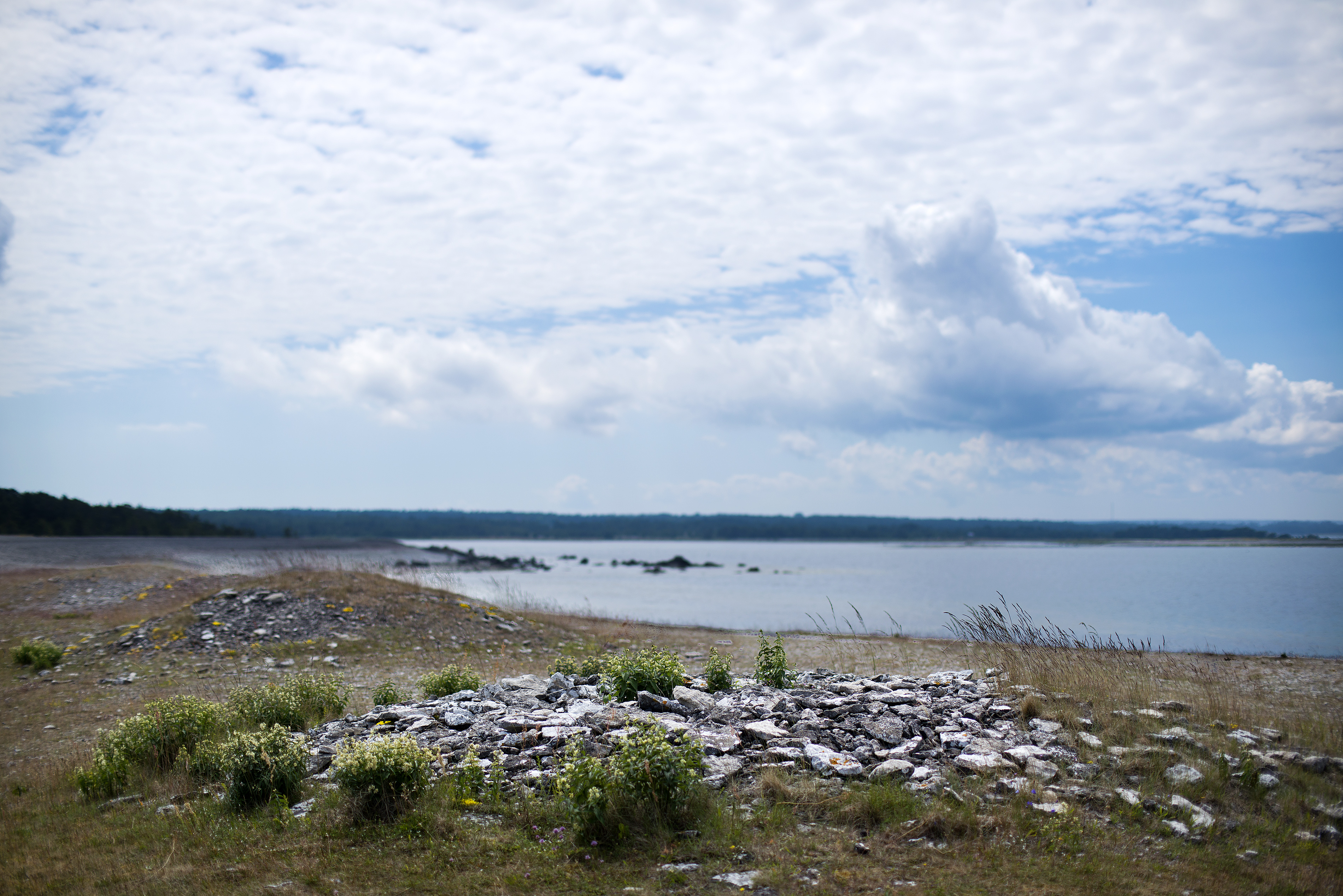
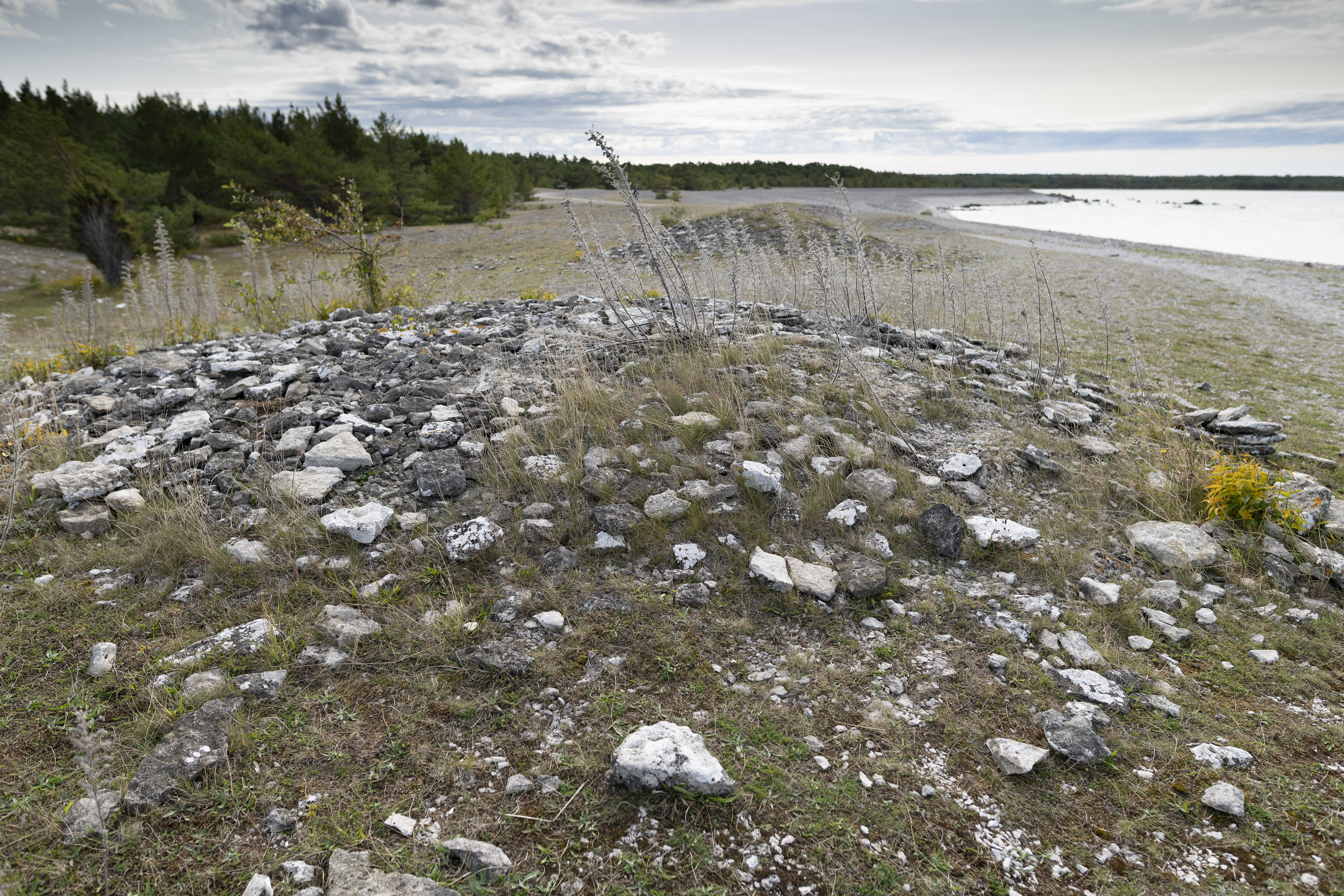
Gravar vid Gamla hamn 2020 Fårö Gotland.
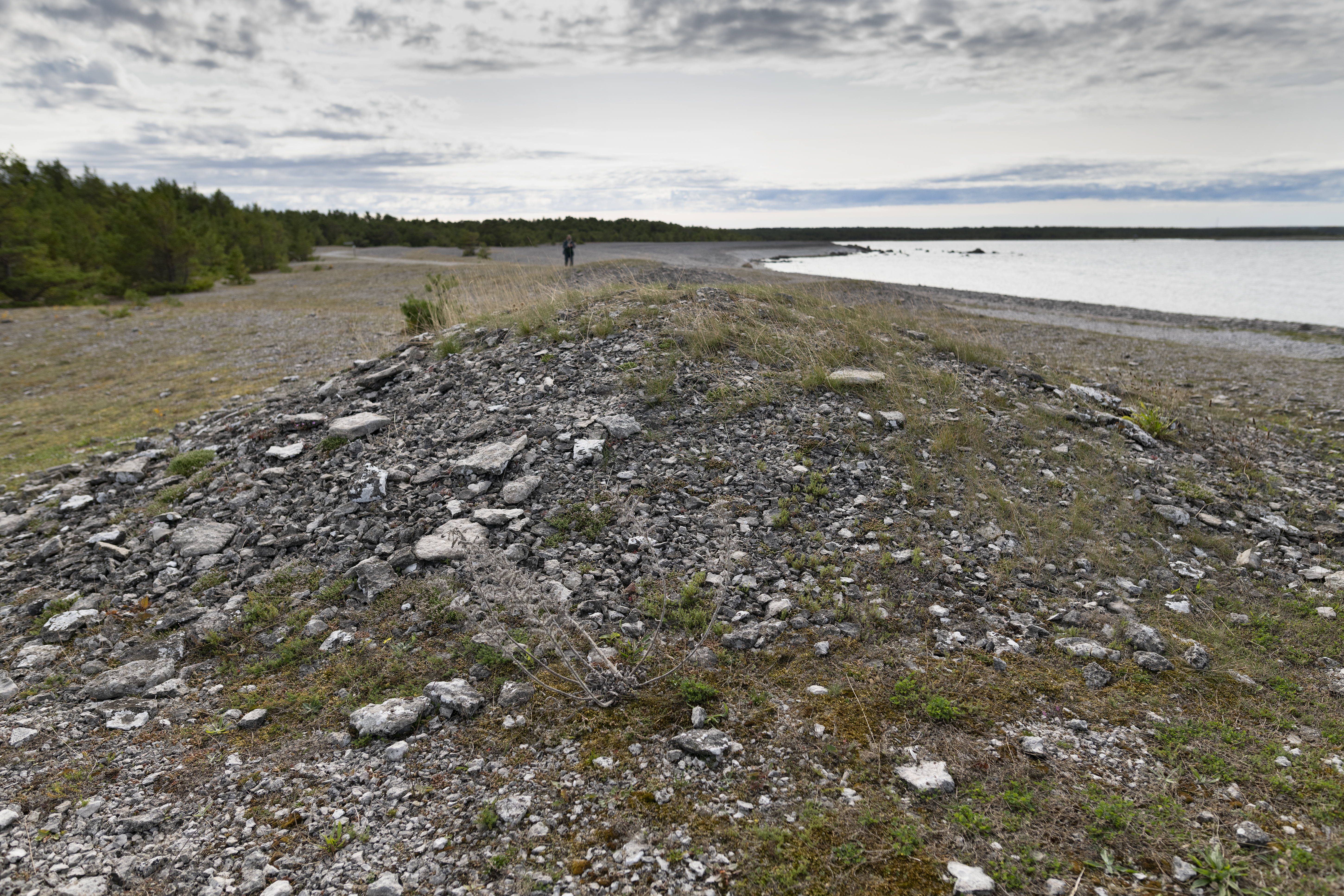
Gravar vid Gamla hamn 2020 Fårö Gotland
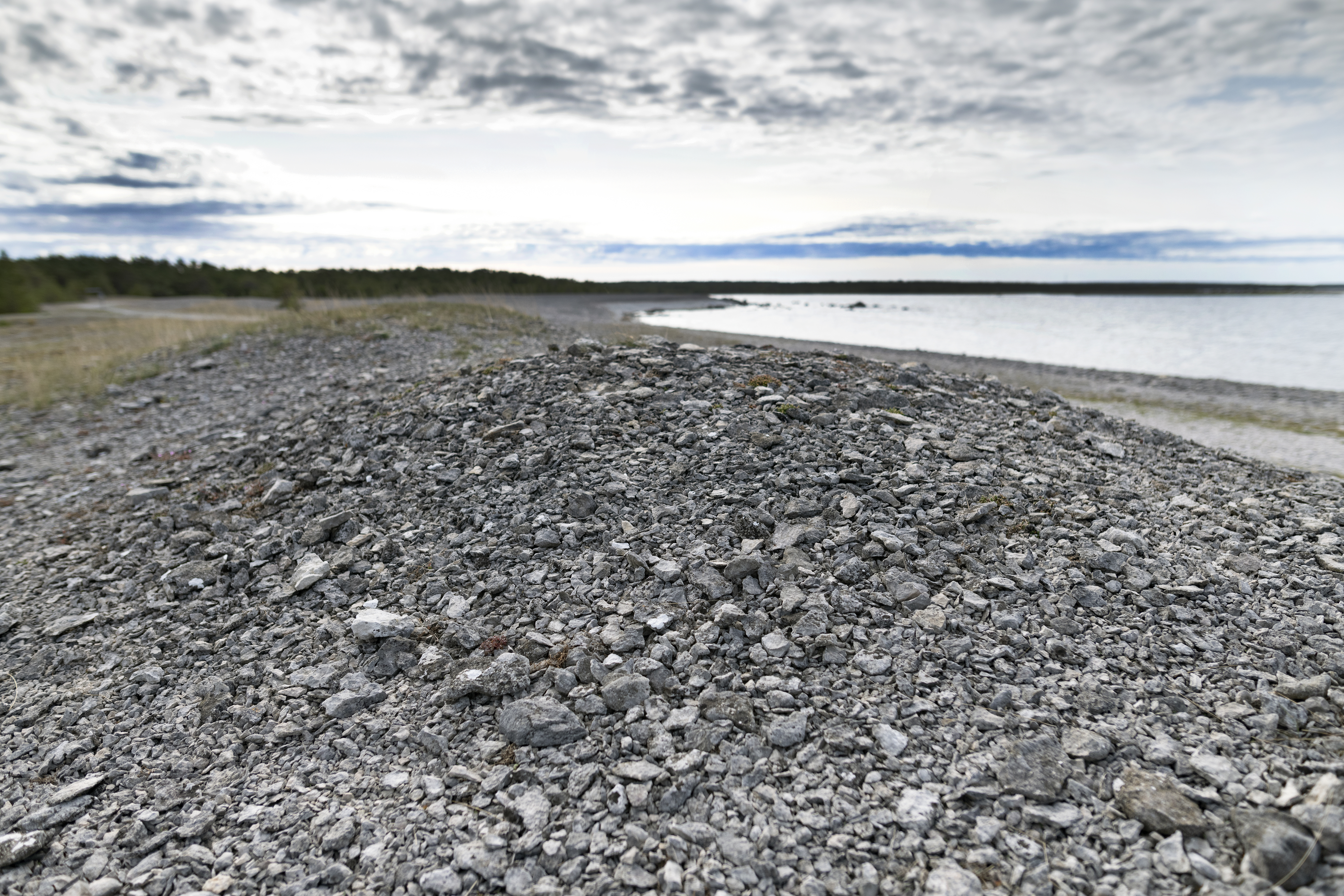
Gravar vid Gamla hamn 2020 Fårö Gotland
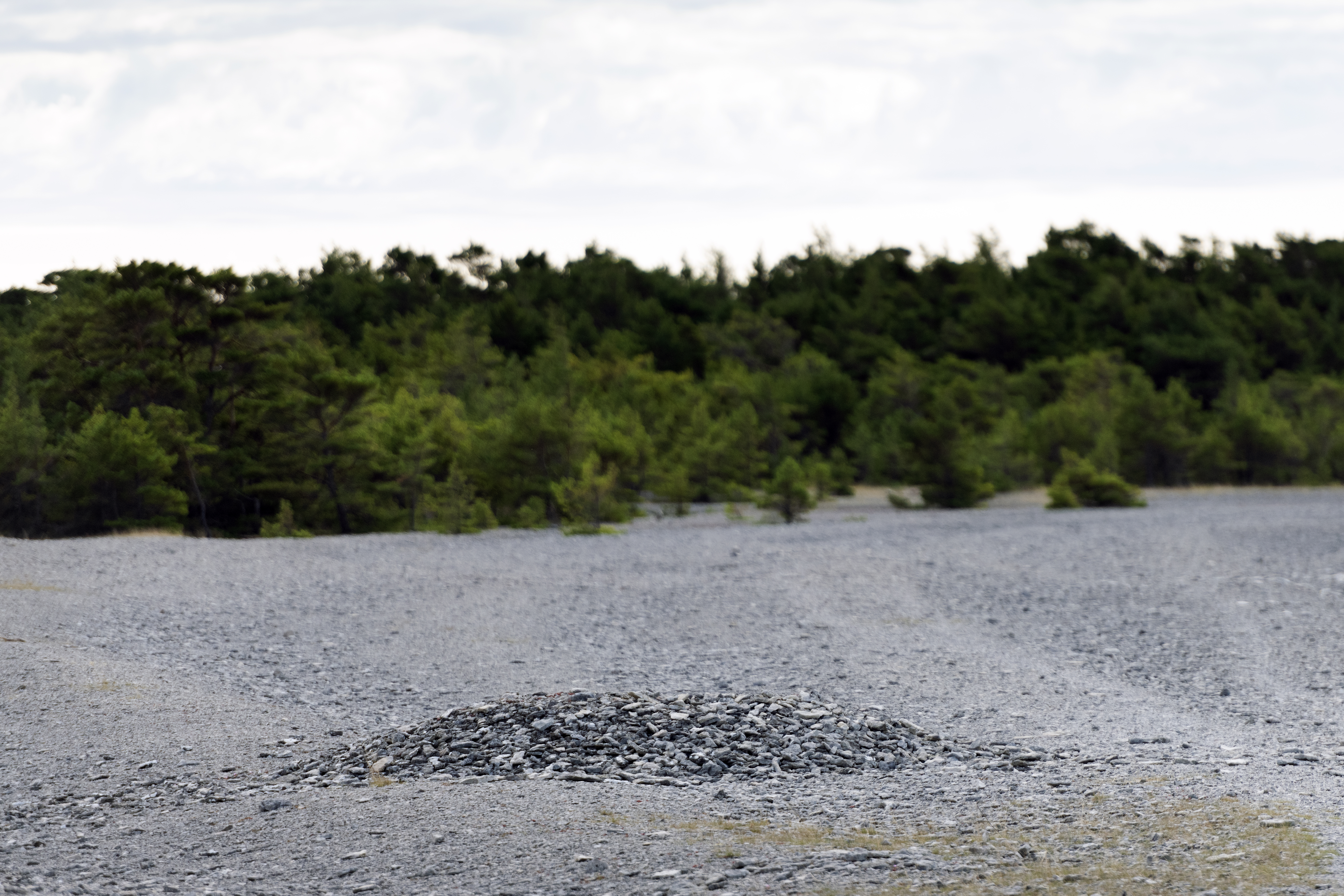
Gravar vid Gamla hamn 2020 Fårö Gotland
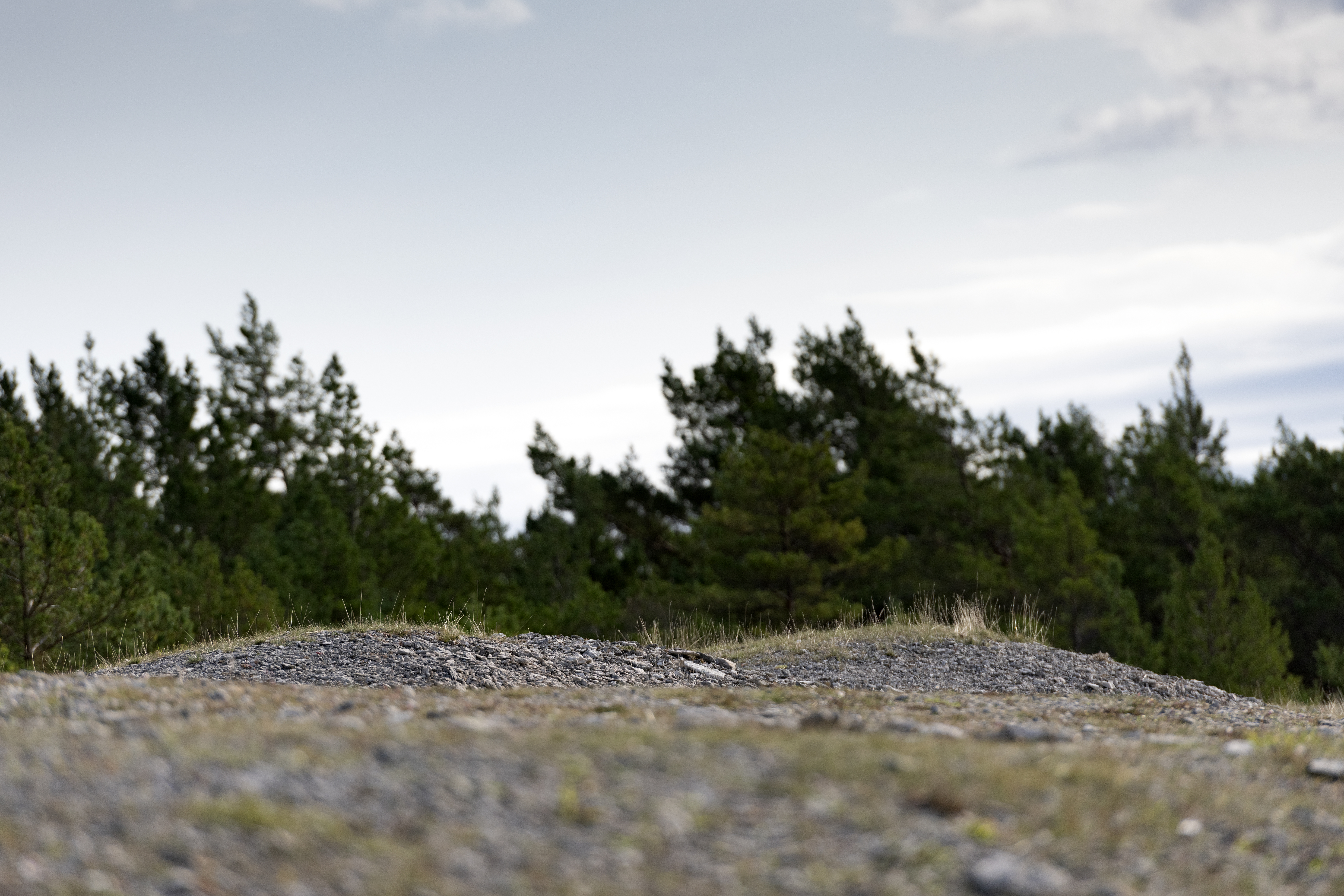
Gravar vid Gamla hamn 2020 Fårö Gotland
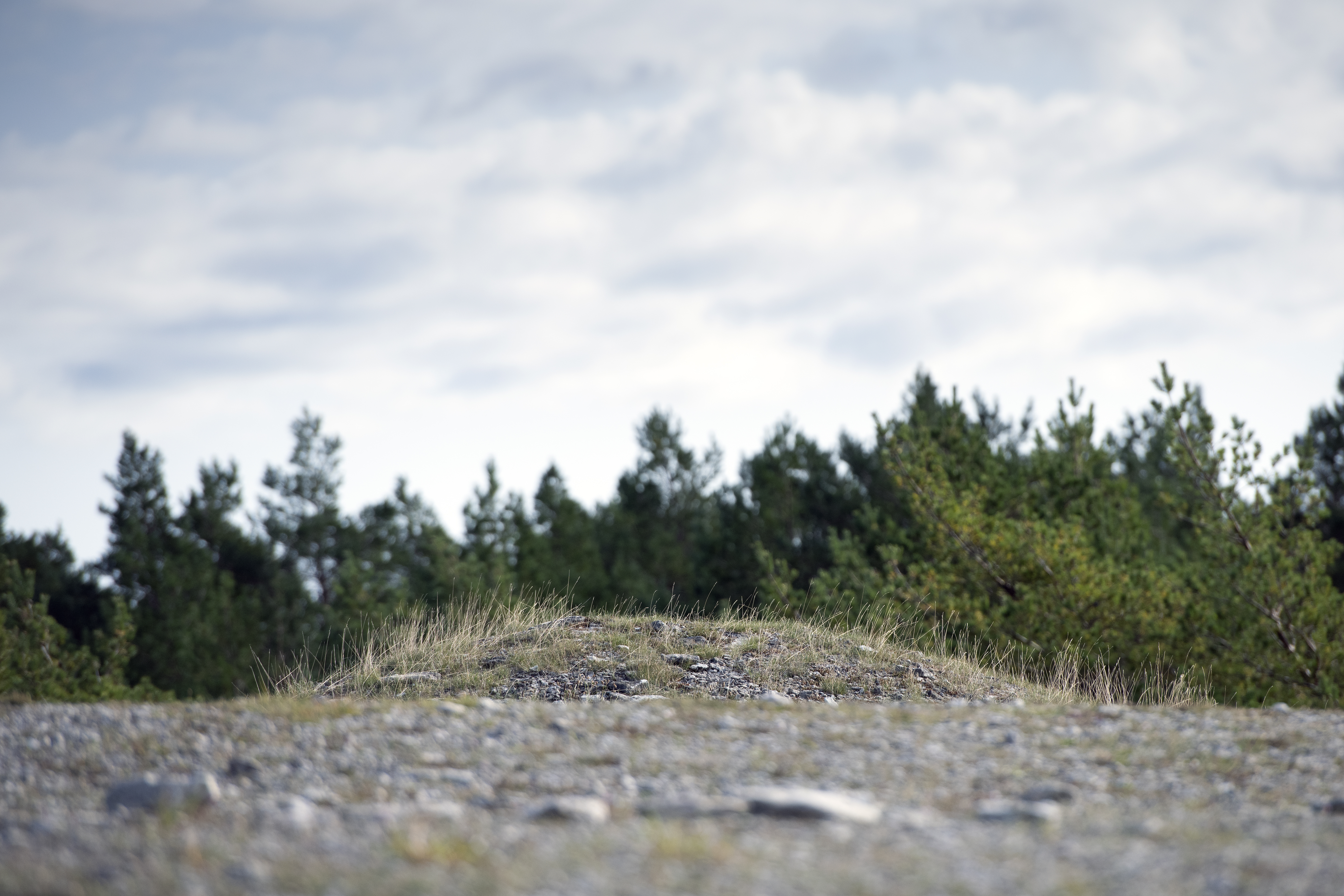
Gravar vid Gamla hamn 2020 Fårö Gotland
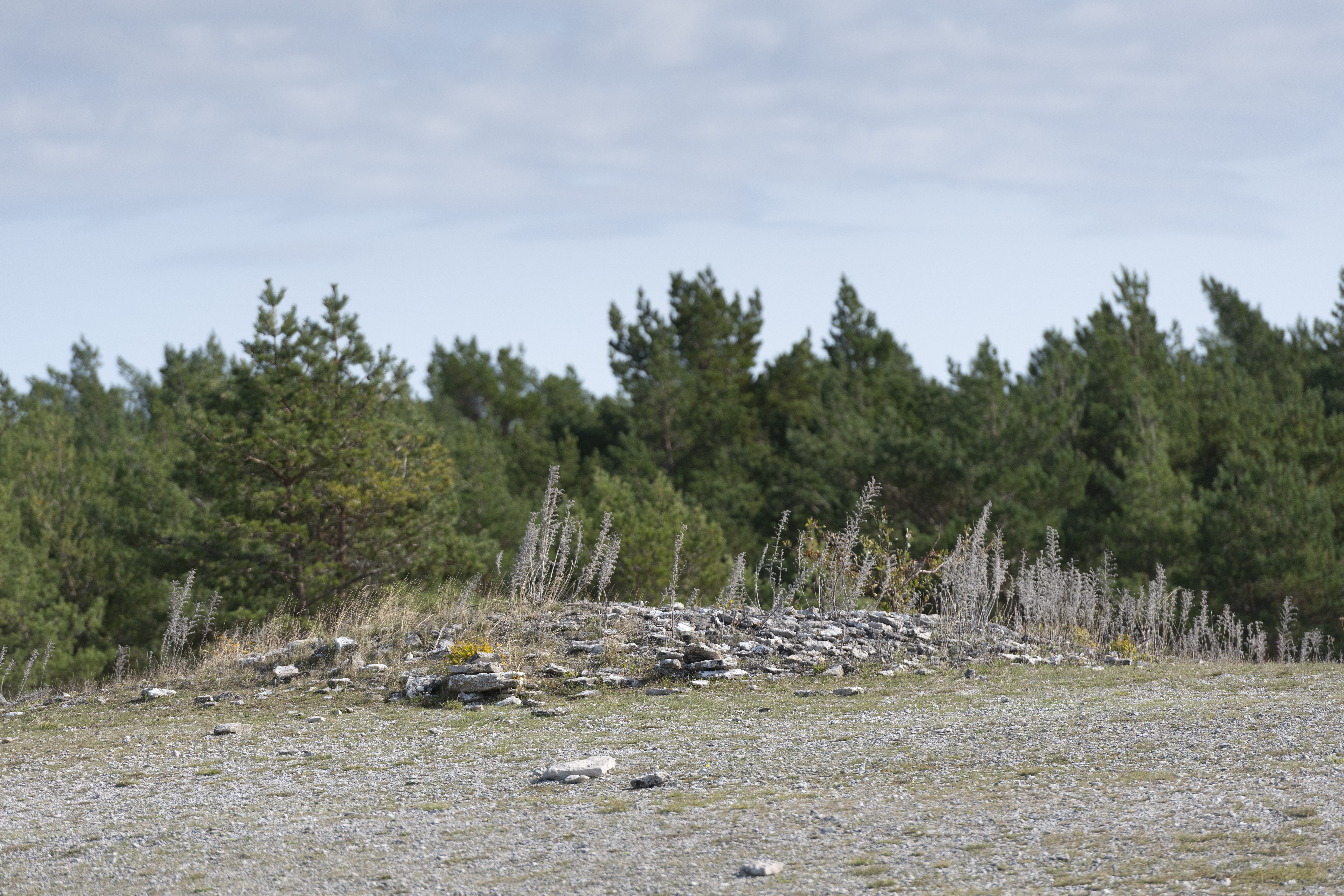
Gravar vid Gamla hamn 2020 Fårö Gotland
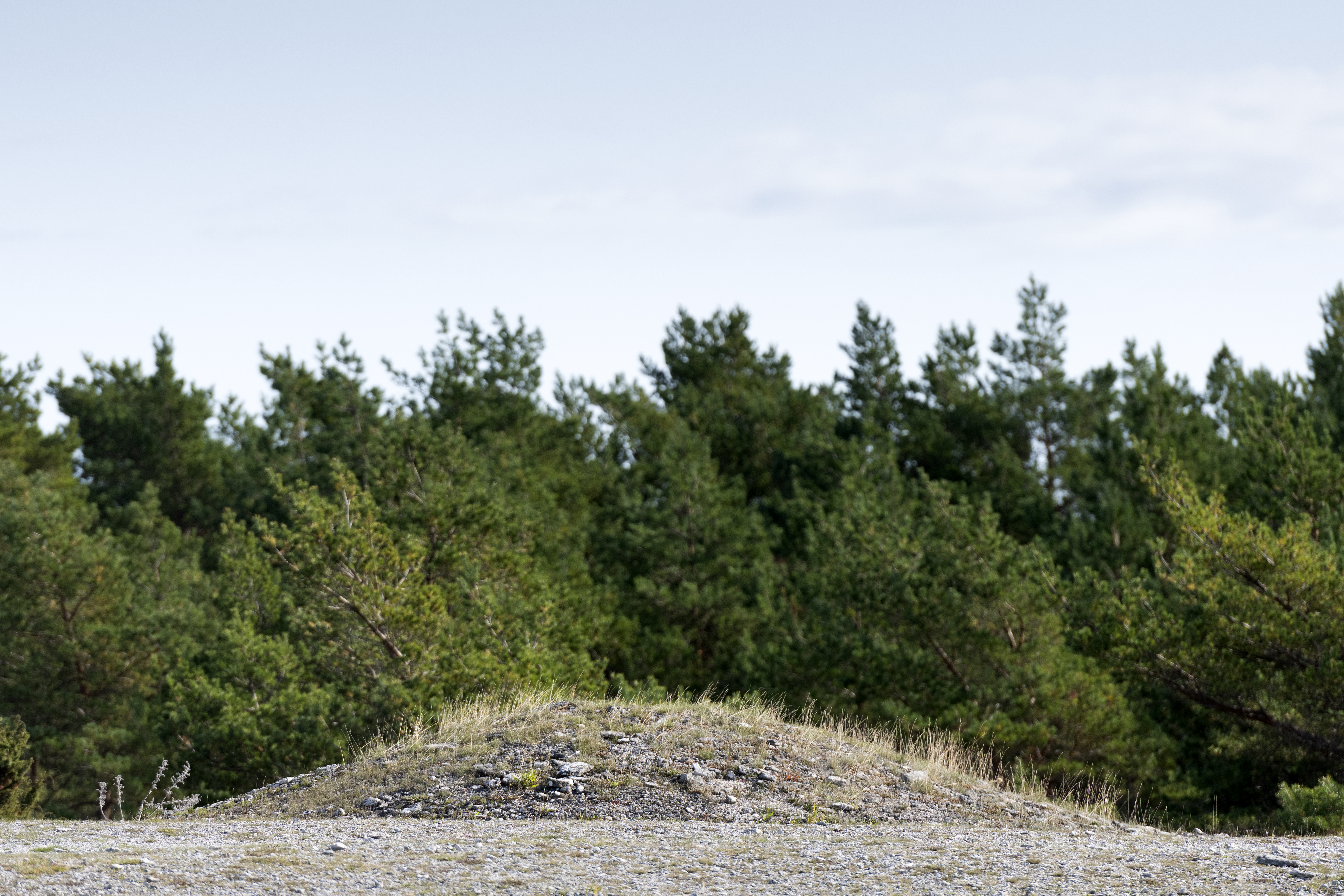
Gravar vid Gamla hamn 2020 Fårö Gotland
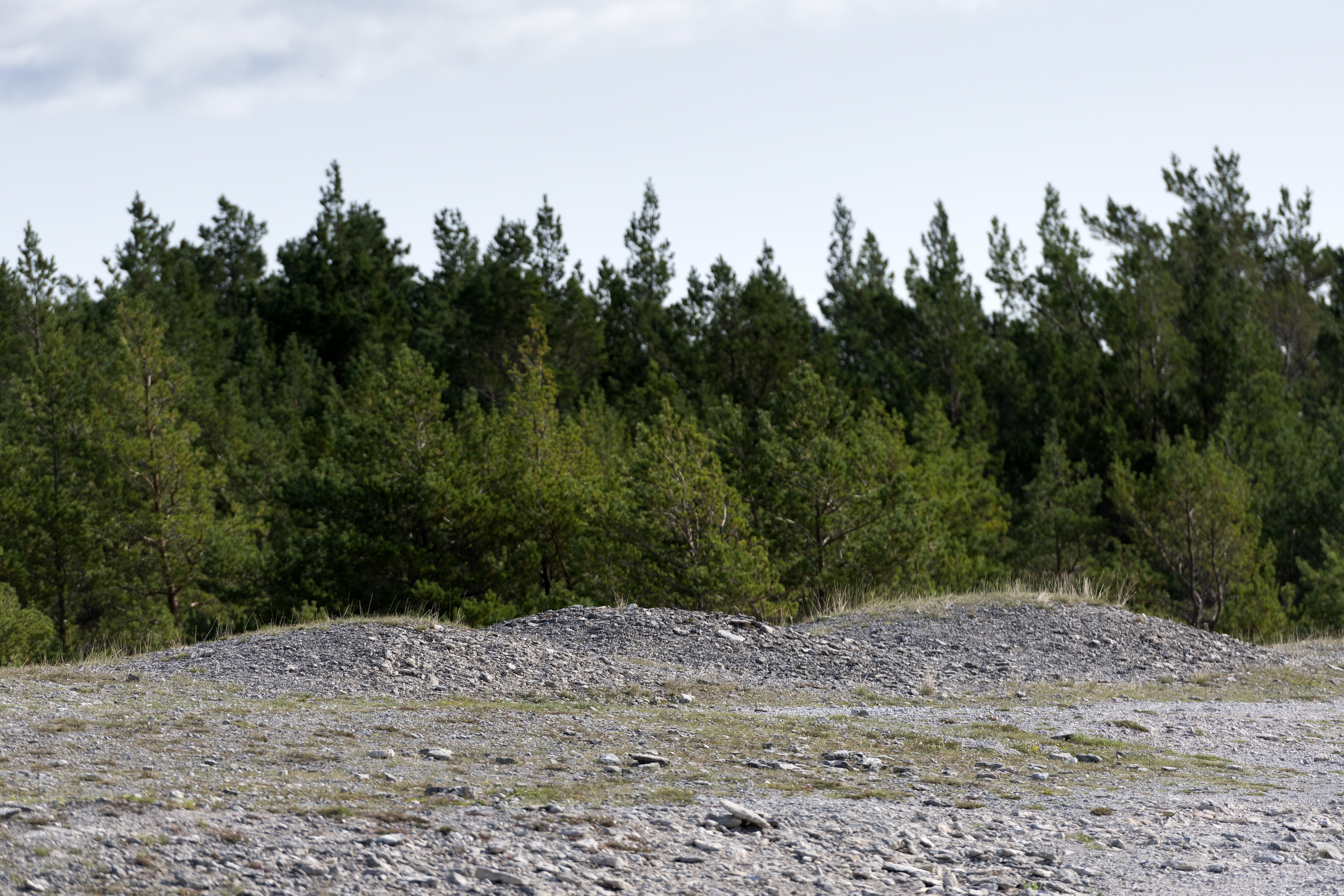
Gravar vid Gamla hamn 2020 Fårö Gotland
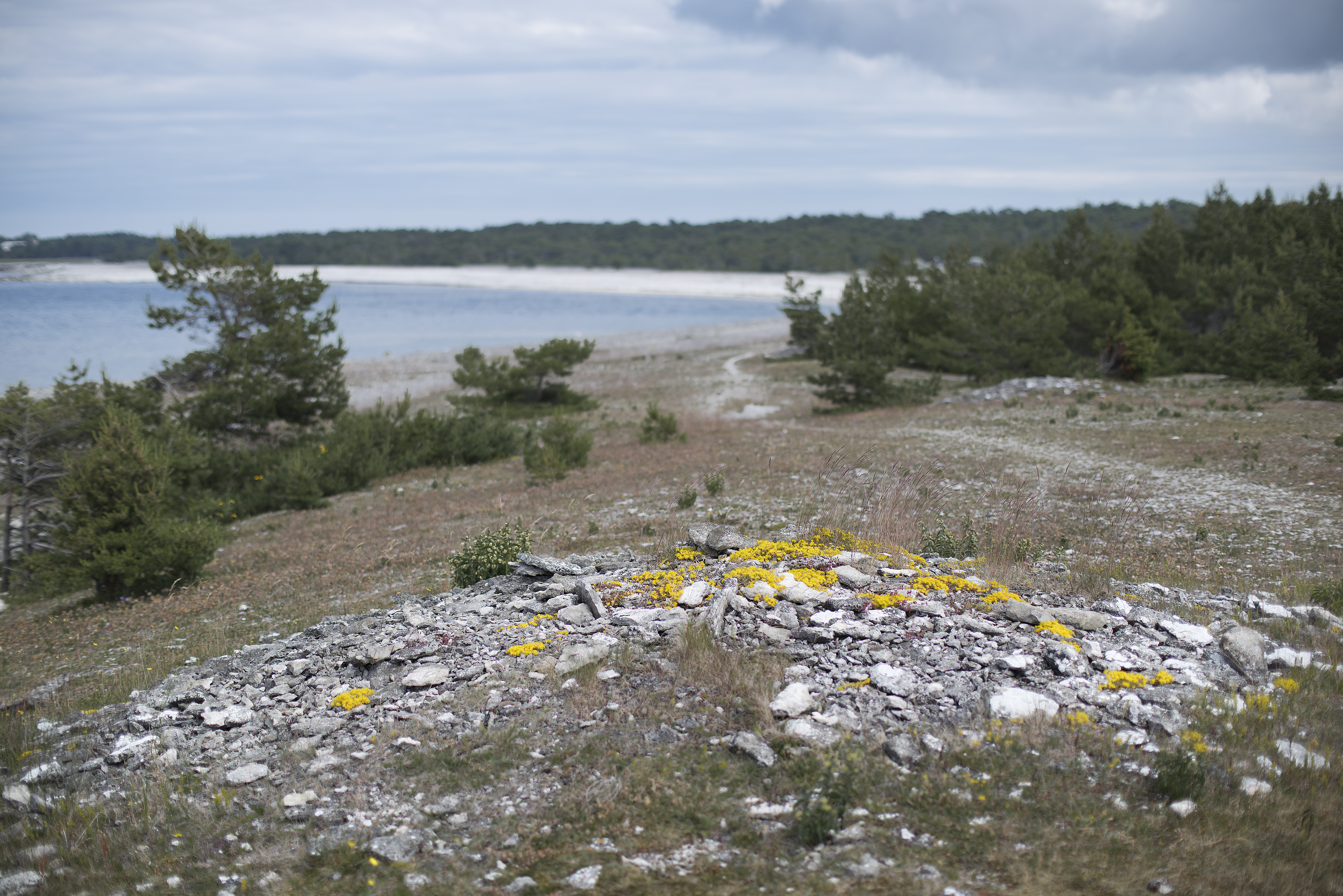
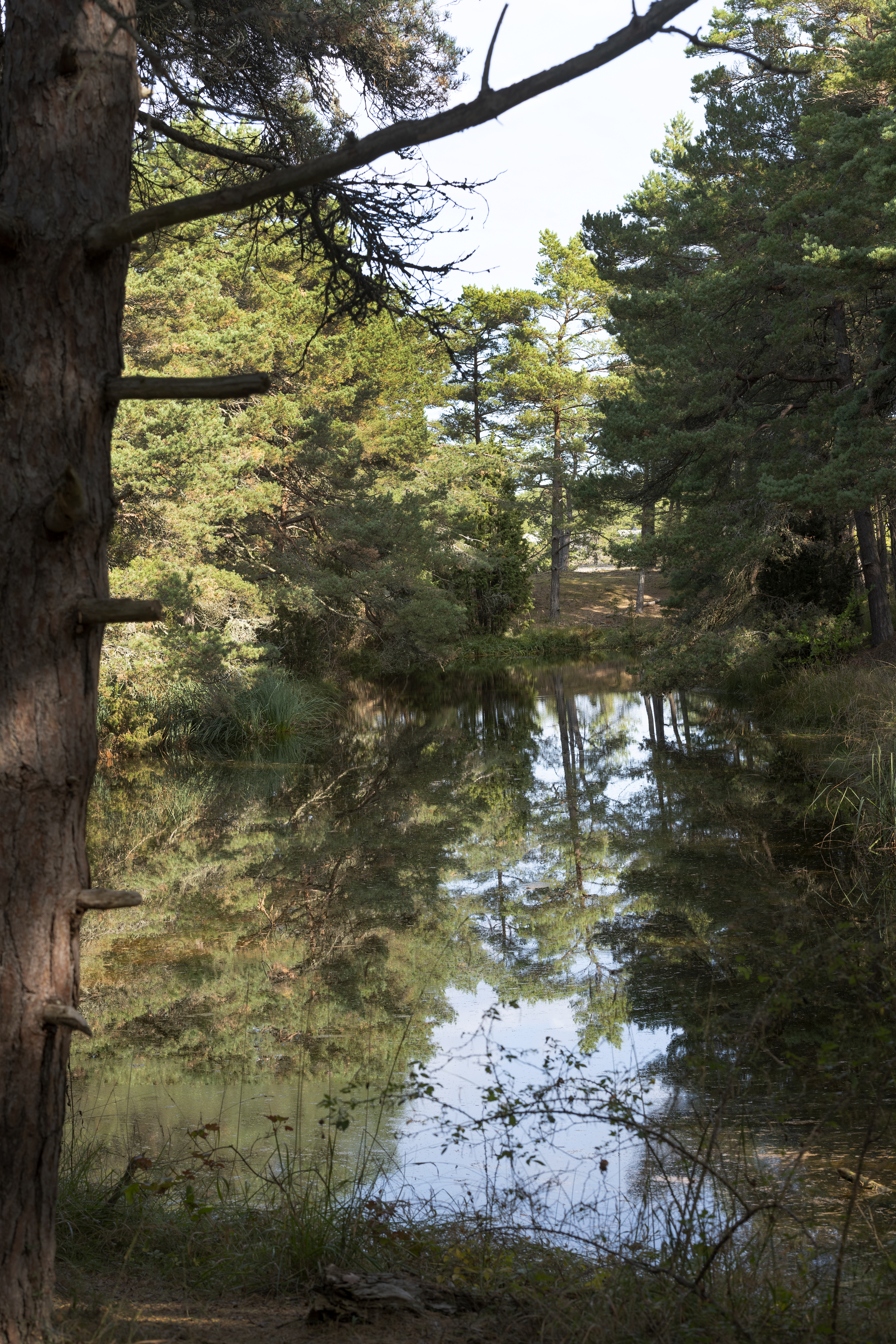
Hamnen vid Gamla hamn Fårö Gotland 2020
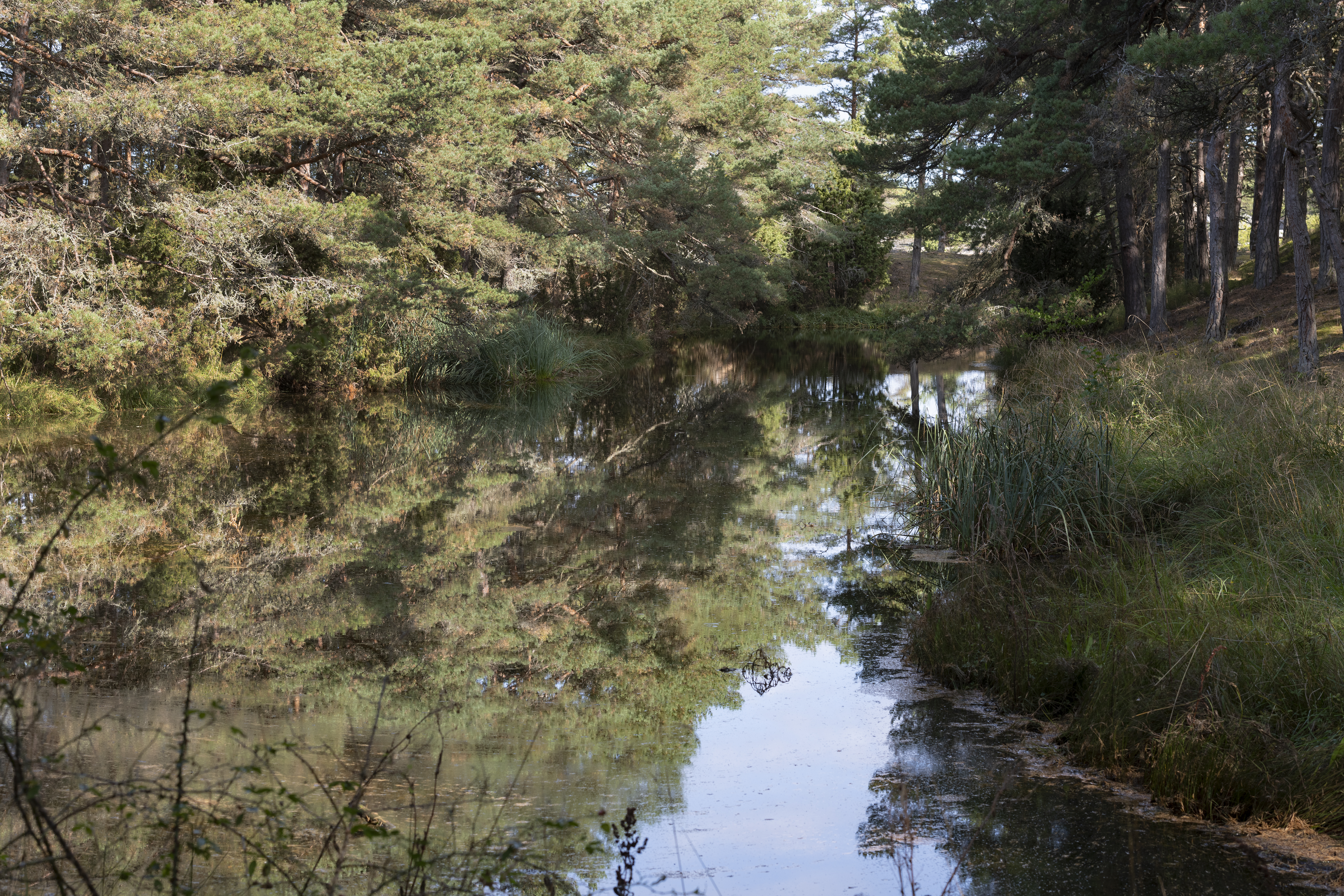
Hamnen vid Gamla hamn Fårö Gotland 2020
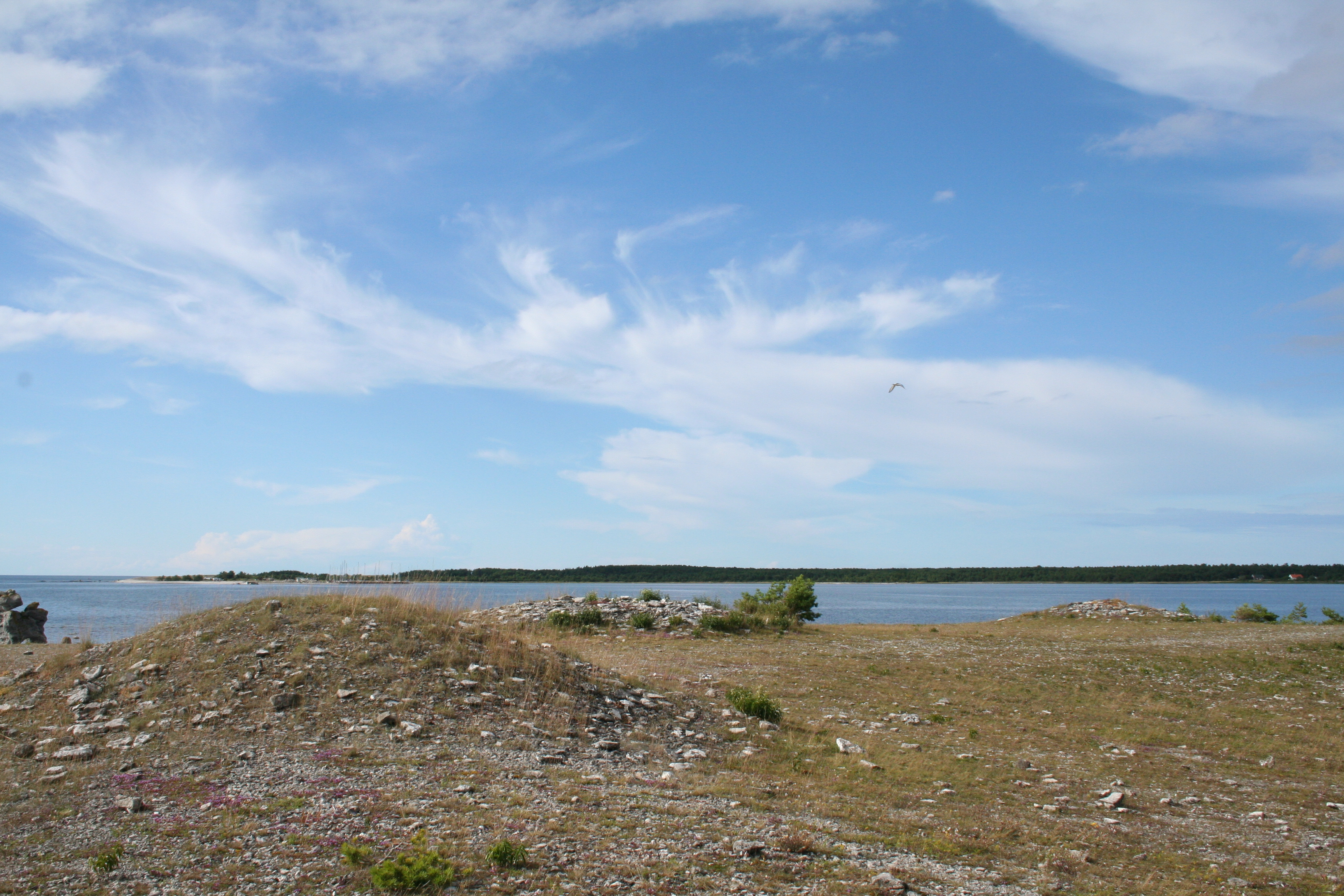
Gravfält med rösen
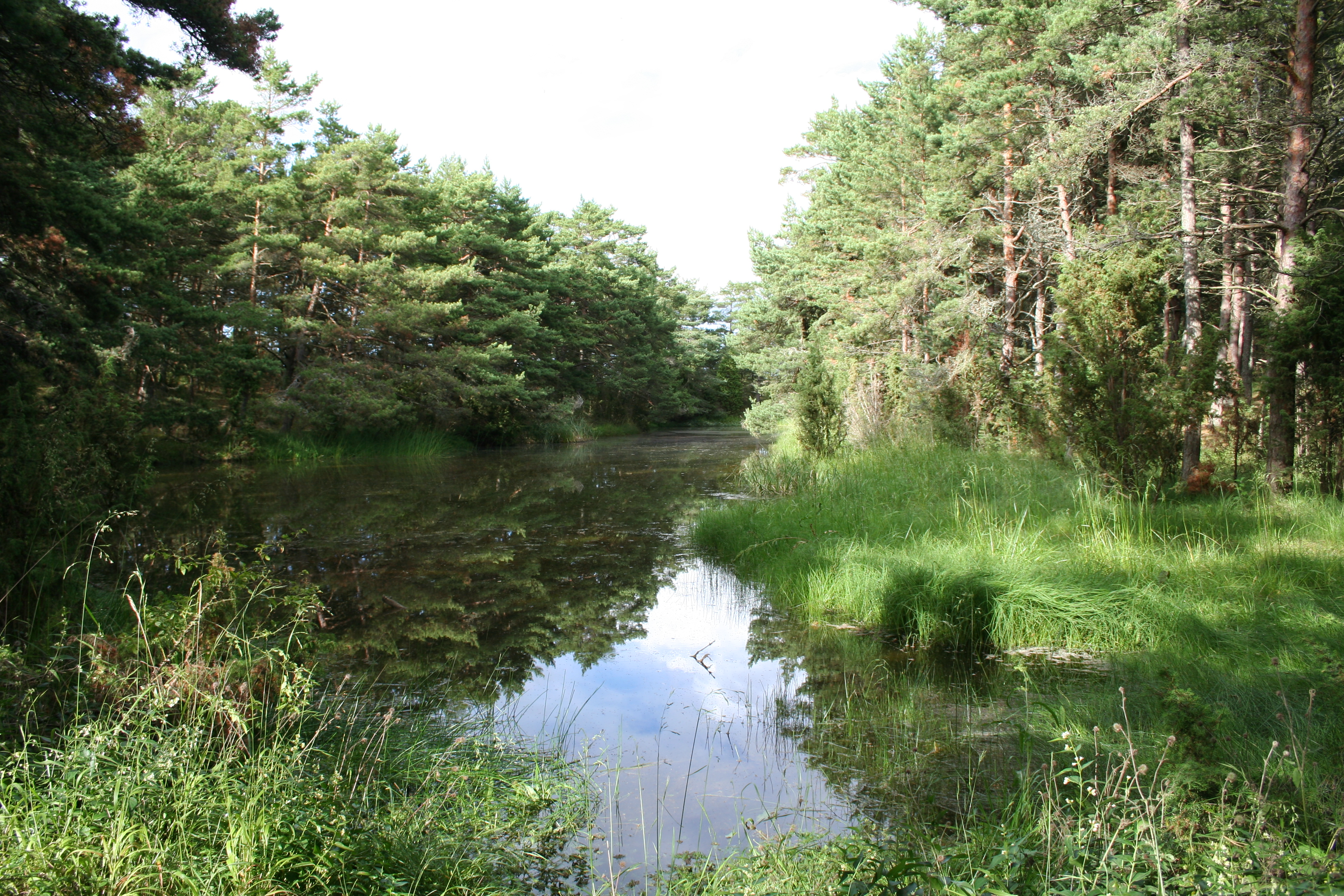
Hamnbassängen Gamla hamn som idag är en liten insjö.
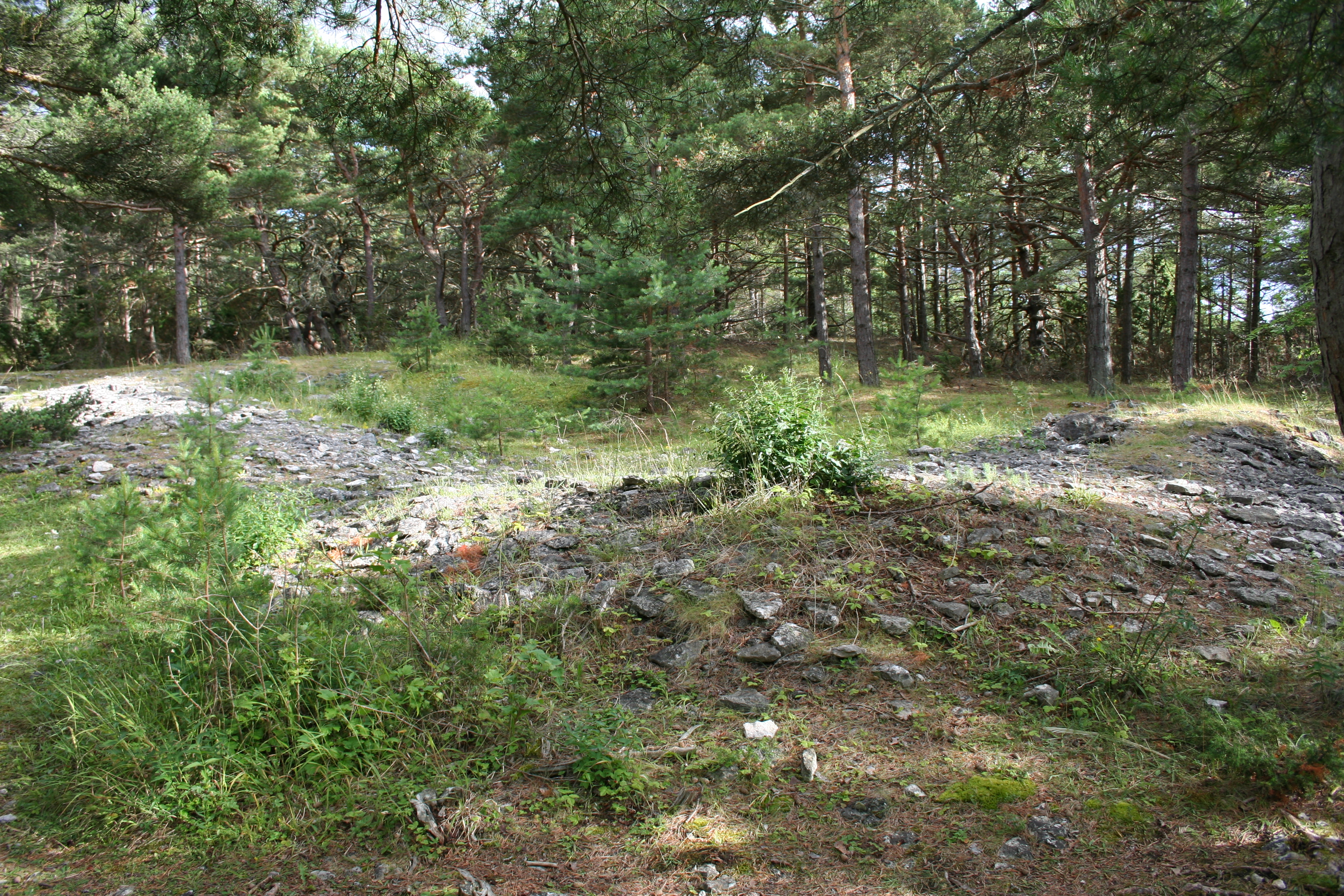
Ruinen efter S:t Olofs kyrka

## Fotnoter
1. 1 2 3 4 5 6  Skyddade områden, naturreservat, 18 december 2015, läs onlineläs online, läst: 20 januari 2017.[källa från Wikidata]
2. ↑  Skyddade områden, naturreservat, 25 februari 2020, läs onlineläs online, läst: 25 februari 2020.[källa från Wikidata]
3. ↑  Länsstyrelsen i Gotlands läns webbplats
4. ↑  FMIS 29:1 -  Riksantikvarieämbetet.
5. ↑  FMIS 347:1 -  Riksantikvarieämbetet.
6. ↑  FMIS 346:1 -  Riksantikvarieämbetet.